# Legio III Parthica
Legio III Parthica is een legioen dat werd opgericht in 197 door Septimius Severus in het kader van zijn acties tegen de Parthen. Tegelijk met dit legioen werden ook de legioenen Legio I Parthica en Legio II Parthica opgericht. Vermoedelijk was het symbool van dit legioen de stier.
Het legioen had een vaste basis in Rhesaena, gelegen te Mesopotamië.

## Verder zoeken
- J.B. Campbell, art. Legio, in NP7 (1999), klm. 7-22.